# Doppelhut
Als Doppelhut wird die rechtliche Verbindung zweier Ämter oder Funktionen in unterschiedlichen Institutionen bezeichnet. Der Doppelhut ist von der Personalunion zu unterscheiden, bei der eine Person zwei rechtlich voneinander getrennte Ämter auch aus in der Person liegenden Gründen ausüben kann, also etwa weil sie in getrennten Wahlen für beide Ämter gewählt wurde.

## Europäische Union
Der Begriff Doppelhut spielt vor allem im Bereich des politischen Systems der Europäischen Union eine Rolle, wo im Europäischen Konvent, der den EU-Verfassungsvertrag von 2004 ausarbeitete, über solche Doppelfunktionen diskutiert wurde. Ziel war dabei, die Europäische Kommission und den Europäischen Rat besser miteinander zu verzahnen und doppelte Zuständigkeiten bei der politischen Führung und in der Gemeinsamen Außen- und Sicherheitspolitik abzubauen. Die im Verfassungsvertrag enthaltenen Neuerungen wurden später im Vertrag von Lissabon übernommen und traten 2009 in Kraft.
Zur Debatte stand im Verfassungskonvent zum einen der große Doppelhut, nämlich die Zusammenlegung der Ämter des Kommissionspräsidenten und des Vorsitzenden des Europäischen Rates zu einem Präsidenten der Europäischen Union. Während der Kommissionspräsident auf jeweils fünf Jahre vom Europäischen Rat mit Zustimmung des Europäischen Parlaments ernannt wird, rotierte der Vorsitz im Europäischen Rat halbjährlich zwischen den Staats- und Regierungschefs der EU. Der Vorschlag des großen Doppelhuts konnte sich im Verfassungskonvent jedoch nicht durchsetzen. Stattdessen wurde das Amt eines hauptamtlichen Präsidenten des Europäischen Rates geschaffen, der jeweils für zweieinhalb Jahre vom Europäischen Rat ernannt wird. Das Amt ist nicht an das des Kommissionspräsidenten gekoppelt; allerdings schließt der EU-Vertrag nicht ausdrücklich aus, dass der Kommissionspräsident in Personalunion zugleich Ratspräsident sein könnte, falls der Europäische Rat dies beschließt.
Während der große Doppelhut also abgelehnt wurde, konnte sich der sogenannte kleine Doppelhut im Verfassungskonvent durchsetzen. Dabei handelte es sich um die Zusammenlegung der Ämter des Kommissars für Außenbeziehungen, der in der Europäischen Kommission für Außenpolitik zuständig war, und des Hohen Vertreters für die Gemeinsame Außen- und Sicherheitspolitik, der im Auftrag des Europäischen Rates die auswärtigen Beziehungen der EU leitete. Beide Funktionen wurden durch den Vertrag von Lissabon im Amt des Hohen Vertreters der EU für Außen- und Sicherheitspolitik zusammengeführt, der zugleich Vizepräsident der Europäischen Kommission und Beauftragter des Europäischen Rates ist. Der Hohe Vertreter ist dabei sowohl dem Kommissionspräsidenten als auch dem Europäischen Rat verantwortlich. Gewählt wird der Hohe Vertreter für Außen- und Sicherheitspolitik durch den Europäischen Rat mit der Zustimmung des Kommissionspräsidenten und kann in gleicher Vorgehensweise vom Europäischen Rat abgewählt werden, gemäß Art. 18 Abs. 1 EUV.
Im Zuge der Reformdebatte infolge der Euro-Krise wurde 2010 auch für die Europäische Wirtschafts- und Währungsunion ein Doppel- bzw. Dreifachhut vorgeschlagen, der die Ämter des Kommissar für Wirtschaft und Währung, des Vorsitzenden im Rat für Wirtschaft und Finanzen und des Vorsitzenden der Euro-Gruppe miteinander vereinen sollte. Dieser Vorschlag wurde in einem Bericht der Europaabgeordneten Pervenche Berès vorgebracht und stieß im Europäischen Parlament auf Zustimmung. Er würde aber eine Reform des AEU-Vertrags und damit die Zustimmung und Ratifikation aller Mitgliedstaaten notwendig machen.

## Sonstige Beispiele
Auch in anderen Bereichen gibt es Beispiele für die rechtliche Verbindung zweier unterschiedlicher Funktionen, auch wenn hier der Begriff Doppelhut weniger verbreitet ist. So ist etwa in Deutschland der Präsident des Statistischen Bundesamts zugleich auch Bundeswahlleiter.